# Videoton TV-Computer
Videoton TV-Computer (TVC) — 8-разрядный домашний компьютер на основе процессора Zilog Z80.

## Описание
Изготовлен венгерской компанией Videoton примерно в 1986. Этот компьютер был основан на Enterprise и имел встроенный интерпретатор бейсик. Программы могут быть загружены через кассетную ленту или дискету. Он имел встроенный джойстик и клавиатуру с венгерскими буквами и девятью функциональными клавишами. Для этого компьютера существовало мало программ, часть из которых создавалась любителями и распространялась по электронной почте.

## Технические характеристики
Выпускалось три разных модели TVC: с 32 КБ ОЗУ, с 64 КБ ОЗУ и с 64 КБ ОЗУ и более новым интерпретатором языка бейсик (версии 2.2) и увеличенной видеопамятью (64 КБ вместо 16 КБ). Имеется три графических режима: 128 × 240 и 16 цветов, 256 × 240 и 4 цвета, 512 × 240 и 2 цвета (чёрный и белый).